# قاتل 9 شباط / فبراير
قاتل 9 شباط / فبراير هو قاتل مجهول، مشتبه في أنه قاتل متسلسل، يُعتقد أن يكون المسؤول عن مقتل سونيا ميخيا عام 2006 وطفلها الذي لم يولد بعد ومقتل داميانا كاستيلو في 2008 في مقاطعة سولت ليك في يوتا. تم ارتكاب كل هذه الجرائم في اليوم نفسه، الا وهو 9 فبراير، ومن هنا جاء هذا الاسم.

## التحقيق
في عام 2009، تم ربط جرائم القتل التي لم يتم حلها بشأن سونيا ميخيا في تايلورزفيل وداميانا كاستيلو في وست فالي سيتي من خلال تحليل الحمض النووي. أصدرت إدارات الشرطة المقابلة في وقت واحد وصفا للجاني كذكر من أصل هسباني في أواخر سن المراهقة أو أوائل العشرينات. ثم تم تشكيل قوة مهام /وحدة حربية مكونة من عشرين شخصًا.
و اعتبارًا من عام 2011 ، تم تصنيف هذه الحالة على أنها حالة باردة.
في نوفمبر 2018، تم إخطار محققي جرائم القتل في الولايات المتحدة بوجود تطابق في بصمات أصابع خوان أنطونيو أريولا-موريلو، الذي كان يبلغ من العمر آنذاك 41 عامًا، وكان محتجزًا في المكسيك بتهمة السرقة. في 6 يناير 2022، تم ترحيله إلى ولاية يوتا وتم اعتقاله. منذ عام 2022، يقضي عقوبته في سجن ولاية يوتا.

## الضحايا
- اغتصاب سونيا ميخيا، البالغة من العمر 29 عاماً، وخنقها في شقتها في تايلورزفيل.
- طفل سونيا ميخيا الذي لم يولد بعد [3]، ما بين خمسة إلى ستة أشهر من الحمل.
- تم خنق داميانا كاستيلو، البالغة من العمر 57 عاماً، في شقتها في وست فالي سيتي.